# Jahmesz, Abana fia
Jahmesz, Abana fia az ókori egyiptomi XVII. dinasztia uralkodásának végén és a XVIII. dinasztia uralmának elején élt; az egyiptomi hadiflotta kapitánya volt. Öt fáraó – Szekenenré Ta-aa, Kamosze, I. Jahmesz, I. Amenhotep és I. Thotmesz – alatt szolgált, számos hadjáratban részt vett. Sírjában fennmaradt életrajza fontos történelmi dokumentum.

## Élete
Neheb (ma: El-Kab) városában született. Apja, Bebi vagy Baba, Reinet fia Szekenenré fáraó seregében szolgált. Mikor a XVII. dinasztia utolsó fáraói, Szekenenré, Kamosze és I. Jahmesz kiűzték a Felső-Egyiptomot megszállva tartó hükszoszokat, Jahmesz apja nyomdokaiba lépve a hadiflottánál szolgált. (Sírfeliratában a rövid ideig uralkodó Kamoszét nem említi.)
Beszámol arról, hogy még fiatalon lépett be a seregbe, és már családos emberként előbb az Északi, majd a Memphisz felragyogása hajón szolgált, később gyalogosként is harcolt, mikor névrokona, Jahmesz fáraó a hükszósz főváros, Avarisz ellen indult. Élete során hétszer kapta meg a „Bátorság aranya” kitüntetést, ebből négyszer ezekben az időkben – az elsőt egy Avarisz közelében lezajlott vízi csata után, a másodikat egy ugyanitt történt csata után, a harmadikat, amikor Avarisztól délre foglyul ejtett egy ellenséges férfit és magával hurcolta a folyón át, a harmadikat pedig Avarisz elfoglalásakor, ahol egy férfi és három női foglyot ejtett, akiket a fáraó engedélyével megtartott rabszolgának.
Ezután követte a fáraót Saruhen erődjéhez, a hükszószok utolsó erődítményéhez, amit három évi ostrom után foglaltak el. Jahmesz kapitány ötödszörre is megkapta a Bátorság aranyát, és két rabszolganőt szerzett. A fáraó innen Núbiába indult, ahol legyőzte a lázadókat; itt Jahmesz két férfit foglyul ejtett, hatodszorra is kitüntették és ismét kapott két rabszolganőt a zsákmányból.
A fáraónak ezután két lázadót kellett levernie, és Jahmesz kapitány mindkét esetben kitüntette magát bátorságával: az Aata vezette lázadás leverésekor két harcost foglyul ejtett, jutalmul a fáraó öt rabszolgát adott neki és öt arura földbirtokot szülővárosánál; a legénység többi tagját hasonlóképpen jutalmazta. A második, Tetian vezette lázadás leverése után Jahmesz három rabszolgát kapott és újabb öt arura földet szülővárosában.
I. Jahmesz fia, I. Amenhotep újabb hadjáratot vezetett Núbiába, hogy kiterjessze Egyiptom határait. Jahmesz kapitány feljegyzése alapján teljesen megsemmisítették a núbiai íjászok seregét, őt pedig arannyal és rabszolgákkal jutalmazták. Az I. Amenhotepet követő I. Thotmesz 2.-3. uralkodási évében ismét sor került egy núbiai hadjáratra. Jahmesz hangsúlyozza a fáraó hősies viselkedését a Níluson lezajlott csatában, és megemlíti, hogy Thotmesz előléptette őt a flotta parancsnokává. Sok foglyot ejtettek, egy núbiait pedig fejjel lefelé lógatták le a fáraó hajójának, a Sólyomnak az orráról, miközben hazafelé tartottak. Ezután a szíriai hadjárat következett, ahol Jahmesz zsákmányolt egy harci szekeret lóval és kocsihajtóval együtt. Mikor ezeket bemutatta a fáraónak, ismét arannyal jutalmazták hősiességéért.
Jahmesz idős kort ért meg; öregkorában a fáraó még 60 arura földet adományozott neki.

## Családja
Jahmesz feleségét Iputnak hívták. Két lányuk – Kem és Szitamon – közül Kem I. Thotmesz fiának, Uadzsmesz hercegnek a nevelőjéhez, Itrurihoz ment feleségül; fiuk, Paheri később szintén a herceg nevelője, valamint írnok, azonkívül Neheb és Eszna polgármestere volt. Paheri fejeztette be nagyapja sírját.

## Külső hivatkozások
- Jahmesz sírja (angolul, németül, spanyolul és franciául)